# コティリオン・レコード
コティリオン・レコード (Cotillion Records)はアトランティック・レコード傘下のレーベル（1971年以降はワーナー・ミュージック・グループ）で、1968年から1985年の間存在していた。 ポップス、R&B、ジャズをリリースするレーベルとして設立されている。

## 概要
1968年設立。同年、最初のシングルとしてオーティス・クレイの"She's About A Mover"（サー・ダグラス・クインテットのカバー）をリリースした。これは、R&Bチャートの47位を記録するヒットとなり、ポップス・チャートでも97位にチャート・インした。
コティリオンのラインアップは、間もなくプログレッシブ・ロック、フォークロック、ゴスペル、コメディなどを含む広範囲なものになっていった。1976年になると、ディスコとR&Bに注力するようになった。この頃には、これらのジャンルに該当しないアルバムはアトランティックから再発されるようになっている。
レーベル所属アーティストとしては、カーティス・メイフィールド脱退後のインプレッションズ、スレイブ、ブルック・ベントン、ヤング・ホルト・アンリミテッド、フレディ・キング、ジーン・ナイト、マス・プロダクション、シスター・スレッジ、ヴェルヴェット・アンダーグラウンド、ステイシー・ラティソー、ルー・ドナルドソン、マイロン・ルフェーヴル、スティーヴィ・ウッズ、ジョニー・ギル、エマーソン・レイク・アンド・パーマー、ガーランド・グリーン、ザ・ダイナミックス、ザ・ファビュラス・カウンツ、スクリーミング・ロード・サッチ、ファットバック・バンドといったアーティスト、グループがいた。ハービー・マンは、1970年代に同レーベルでレコーディングを行い、傘下に自らのレーベルエンブリオ・レコードを設立していた。
コティリオンはまた、ルーサー・ヴァンドロスがキャリアを軌道に乗せる上で鍵となる存在である。彼の参加していた3人組のグループ「ルーサー」がコティリオンと契約し、デビューをしているのだ。（同グループの権利は、再発盤がリリースされるのを防ぐ目的で、ヴァンドロスが生前に買い戻していたため、現在遺族のもとにある）また、同レーベルは1970年に開催されたウッドストック・フェスティバルのライヴ・アルバムもリリースしている。
コティリオンは1985年に閉鎖され、所属アーティストのシスター・スレッジは親会社のアトランティック・レコードへ移籍となった。またジョニー・ギル、ステイシー・ラティソーはモータウンに移籍している。
2013年のレコード・ストア・デイにあわせ、ライノ・レコードは7インチ・シングルのボックス・セット『Cotillion Records: Soul 45s (1968–1970)』をリリースした。このリリースにはダレル・バンクス、オーティス・クレイ、モーゼス・スミス、ベイビー・ワシントンらの10枚の45回転盤シングルが含まれていた。全世界で2500枚の限定盤リリースだった。